# Hoigen Ekwalla
Hoigen Ekwalla, de son vrai nom Ekwalla Mpouli Eugène, est un artiste-musicien et guitariste camerounais né le 13 juin 1959 à Douala et mort le 2 octobre 2008 dans la même ville.

## Biographie

### Famille
Hoigen Ekwalla est le fils de Mpouli Ejenguele Samuel et de Mbango Nyamè Thérèse,. A l'âge de 5 ans, il perd son père et est dès lors à la charge de sa mère et de sa grande sœur.
Le chanteur est par ailleurs père de deux enfants.

### Études et expériences professionnelles
Sanctionnant ses études secondaires par l'obtention du Certificat d'Aptitude professionnelle (CAP) en électricité, c'est dans divers entreprises qu'il est retenu comme stagiaire, telles que la Société nationale d'électricité du Cameroun (SONEL), actuelle ENEO (Energy of Cameroon) et les Brasseries du Cameroun (SABC), actuelle Boissons du Cameroun où il est retenu comme employé permanent. Il dispose par ailleurs des aptitudes en mécanique qu'il ne manque pas d'associer à ses compétences. Alors qu'il est déjà un grand artiste confirmé de la scène musicale camerounaise, pour des raisons de piraterie, il devient musicalement moins actif et s'investit autant que possible comme homme d'affaires dans l'import-export.

### Débuts dans la musique
Les débuts dans la musique sont difficiles pour Hoigen Ekwalla, inspiré par les légendes Manu Dibango et Eboa Lotin ; en plus de ses occupations professionnelles qu'il doit honorer et des concerts improvisés pour vivre sa passion de musique, il fait face au désaccord de sa famille pour son choix, car elle veut de lui une carrière plus sûre. Fin 1980, grâce à ses économies et ses talents de guitariste, il s'envole pour Paris pour concrétiser son rêve de musicien, la sortie de son premier album. 

### Apogée
Après deux ans passés à Paris, il rentre au Cameroun et met sur le marché ebola ngosso, son premier album. De là commence une carrière d'une vingtaine d'années aux albums assortis de chansons à succès, aux clips et spectacles inoubliables, avec un style makossa qui lui est propre,,.
La première consécration est en 1988, lorsqu'il est disque d'or au Cameroun pour son album chat botté. La seconde est en 1994, avec son album mon ami-vérité, où il est artiste de l'année. Le dernier succès du chanteur remonte en 2003, avec son album tendresse, le titre de l'album. Peu après, Hoigen Ekwalla décide d'interrompre la production d'albums, en raison de la piraterie sévissant dans l'industrie musicale camerounaise.
En 2008, le chanteur est en pleine préparation de son dernier album prévu pour 2009, mais ne verra pas le jour à cause de ses problèmes de santé qui conduisent à son décès.

### Décès
Jeudi 23 octobre 2008, aux environs de 10 heures, Hoigen Ekwalla décède de suite, selon les sources proches, d'insuffisance rénale causée par des complications cérébrales, à l'hôpital Laquintini où il est interné pendant deux semaines.

## Anecdotes et divers
Lors d'un spectacle, en pleine crise personnelle, la voix d'Hoigen Ekwalla chancelle un moment ; c'est sur un standing ovation de soutien qu'il reprend sa prestation et courageusement la mélodie.
En 2000, lors d'un spectacle organisé par Nkul Nnam à la salle LSC à Saint Denis à Paris, alors qu'il s'apprête à prendre la scène, Hoigen Ekwalla apprend le décès de sa compagne. Compatissant à la douleur de l'artiste, le promoteur Nkul Nnam décide de mettre un terme au spectacle, mais Hoigen Ekwalla décide d'honorer son contrat.
C'est dans un groupe qu'Hoigen Ekwalla chante pour la première fois et ceci grâce au chanteur Nkotti François.
La passion d'Hoigen Ekwalla pour la musique le met à la rencontre du chanteur Djene Djento. Un fort lien d'amitié naît de cette rencontre et ensemble parcourt plusieurs cabarets.
Talentueux guitariste, Hoigen Ekwalla joue lui-même de la guitare dans ses albums.
Dans le clip de sa chanson longue di titi nika (00:31 - 00:43), Hoigen Ekwalla ne fait pas semblant de dépanner la voiture, car la mécanique est également un de ses domaines de compétences.

## Sources et référence
1. 1 2 3 4 5 6  « https://peuplesawa.com/ », sur peuplesawa.com (consulté le 11 avril 2025)
2. ↑  Arol Ketch, « Hoigen Ekwalla : l'artiste timide tombeur des femmes » , sur Camerounweb, 15 mai 2024 (consulté le 28 avril 2025)
3. 1 2 3 4 5 6  « Frank Bessem's Musiques d'Afrique / Cameroon : Hoigen Ekwalla », sur www.musiques-afrique.net (consulté le 11 avril 2025)
4. 1 2 3  « Cameroon-Info.Net », sur www.cameroon-info.net (consulté le 11 avril 2025)
5. 1 2 3 4  Armand Djaleu, « Hoïgen Ekwalla : le poète de l’âme du makossa », sur Actu Cameroun, 17 mars 2025 (consulté le 8 avril 2025)
6. 1 2 3 4  steph, « Hoigen Ekwalla , ce soir je pense très fort à toi », sur Agenda Culturel du Cameroun, 13 avril 2020 (consulté le 11 avril 2025)
7. 1 2  « Grioo.com : Nécrologie : Bye Bye Hoïgen Ekwala ! », sur www.grioo.com (consulté le 11 avril 2025)
8. ↑   [vidéo] « Hoigen Ekwala / Longue di titi nika », APTEL92, 23 février 2008, 4:54 min (consulté le 11 avril 2025)